# 1998 en handball
| Années du handball : 1995 - 1996 - 1997 - 1998 - 1999 - 2000 - 2001    |
| Décennies du handball : 1960 - 1970 - 1980 - 1990 - 2000 - 2010 - 2020 |

Cet article présente les faits marquants de l'année 1998 en handball.

## Par mois
- Juin : Anders Dahl-Nielsen est remplacé par Erik Veje Rasmussen en tant qu’entraîneur du SG Flensburg-Handewitt[1].

## Par compétitions

### Championnat d'Europe masculin
La 3e édition du Championnat d'Europe masculin a eu lieu en Italie du 29 mai au 7 juin 1998.
|                           | Suède                      |
|                           | Médaille d'or, Europe      |
| Espagne                   |                            |
| Médaille d'argent, Europe | Allemagne                  |
| Médaille d'argent, Europe | Médaille de bronze, Europe |

Statistique et récompenses
- Meilleur joueur : Daniel Stephan,  Allemagne
- Meilleur buteur : Jan Filip,  Rép. tchèque, 48 buts
- Gardien de but : Peter Gentzel,  Suède
- Ailier gauche : Stefan Kretzschmar,  Allemagne
- Arrière gauche : Daniel Stephan,  Allemagne
- Demi-centre : Talant Dujshebaev,  Espagne
- Pivot : Andrei Xepkin,  Espagne
- Arrière droit : Sergueï Pogorelov,  Russie
- Ailier droit : Johan Petersson,  Suède

### Championnat d'Europe féminin
La 3e édition du Championnat d'Europe féminin a eu lieu aux Pays-Bas du 11 au 20 décembre 1998.
|                           | Norvège                    |
|                           | Médaille d'or, Europe      |
| Danemark                  |                            |
| Médaille d'argent, Europe | Hongrie                    |
| Médaille d'argent, Europe | Médaille de bronze, Europe |

Statistique et récompenses
- Meilleure joueuse : Trine Haltvik,  Norvège
- Meilleure marqueuse : Ausra Fridrikas,  Autriche, 68 buts
- Meilleure gardienne : Cecilie Leganger,  Norvège
- Meilleure ailière gauche : Sabina Włodek,  Pologne
- Meilleure arrière gauche : Ausra Fridrikas,  Autriche
- Meilleure demi-centre : Camilla Andersen,  Danemark
- Meilleure pivot : Tonje Kjærgaard,  Danemark
- Meilleure arrière droite : Kjersti Grini,  Norvège
- Meilleure ailière droite : Janne Kolling,  Danemark

## Meilleurs handballeurs de l'année 1998
L'Allemand Daniel Stephan, 25 ans, le meneur de jeu international de Lemgo et la Norvégienne Trine Haltvik, 35 ans, meneuse de jeu de l'équipe de Norvège ont été élus meilleurs handballeurs de l'année 1998 par les lecteurs du magazine World Handball, l'organe officiel de la Fédération internationale de handball (IHF), :
| Rang | Joueuse                  | Nationalité  | Club(s)                       | Poste            | Votes |
| ---- | ------------------------ | ------------ | ----------------------------- | ---------------- | ----- |
| 1    | Trine Haltvik            | Norvège      | Byåsen Trondheim              | Arrière gauche   | 4303  |
| 2    | Tonje Kjærgaard          | Danemark     | Ikast FS                      | Pivot            | 3894  |
| 3    | Ausra Fridrikas          | Autriche     | Hypo Niederösterreich         | Arrière gauche   | 2819  |
| 4    | Christine Lindemann (de) | Allemagne    | Buxtehuder SV                 | Gardienne de but | 2113  |
| 5    | Beáta Siti               | Hongrie      | Dunaferr NK                   | Demi-centre      | 330   |
| 6    | Anna Ejsmont (pl)        | Pologne      | MKS Lublin / Ferrobús Mislata | Demi-centre      | 173   |
| 7    | Valentina Radulović      | Macédoine    | Kometal GP Skopje             | Ailière gauche   | 126   |
| 8    | Hong Jeong-ho            | Corée du Sud | Hiroshima Izumi / Bækkelagets | Arrière droite   | 77    |
| 9    | Kjersti Grini            | Norvège      | Tertnes IL                    | Arrière droite   | 49    |
| 10   | Anja Andersen            | Danemark     | Bækkelagets SK                | Arrière          | 36    |

| Rang | Joueur             | Nationalité    | Club(s)                       | Poste          | Votes |
| ---- | ------------------ | -------------- | ----------------------------- | -------------- | ----- |
| 1    | Daniel Stephan     | Allemagne      | TBV Lemgo                     | Arrière gauche | 2113  |
| 2    | Stefan Lövgren     | Suède          | Redbergslids / Niederwürzbach | Arrière gauche | 1890  |
| 3    | Yoon Kyung-shin    | Corée du Sud   | VfL Gummersbach               | Arrière droit  | 1714  |
| 3    | Talant Dujshebaev  | Espagne        | TuS Nettelstedt / GWD Minden  | Demi-centre    | 1714  |
| 5    | Jackson Richardson | France         | TV Großwallstadt              | Demi-centre    | 1113  |
| 6    | Sergueï Pogorelov  | Russie         | Kaustik Volgograd             | Arrière droit  | 982   |
| 7    | Carlos Pérez       | Cuba           | Veszprém KSE                  | Arrière droit  | 877   |
| 8    | Gohar Nabil (en)   | Égypte         | Al Ahly SC                    | Pivot          | 210   |
| 9    | Patrik Ćavar       | Croatie        | FC Barcelone                  | Ailier gauche  | 105   |
| 10   | Dragan Škrbić      | RF Yougoslavie | VfL Hameln / RK Celje         | Pivot          | 86    |

## Bilan de la saison 1997-1998 en club

### Coupes d'Europe (clubs)
| Compétition         | Vainqueur             | Finaliste              | Score |
| ------------------- | --------------------- | ---------------------- | ----- |
| Ligue des champions | Hypo Niederösterreich | Mar Valencia           | 56-47 |
| Coupe de l'EHF      | Dunaferr NK           | HC SCP Banská Bystrica | 60-49 |
| Coupe des coupes    | Baekkelagets Oslo     | Kraš Zagreb            | 51–40 |
| Coupe des Villes    | Ikast FS              | Francfort HC           | 56-44 |

| Compétition         | Vainqueur                | Finaliste                      | Score |
| ------------------- | ------------------------ | ------------------------------ | ----- |
| Ligue des champions | FC Barcelone             | Badel 1862 Zagreb              | 56-40 |
| Coupe de l'EHF      | THW Kiel                 | SG Flensburg-Handewitt         | 49-46 |
| Coupe des coupes    | Caja Cantabria Santander | HSG Dutenhofen/Münchholzhausen | 56-39 |
| Coupe des Villes    | TuS Nettelstedt          | IFK Skövde HK                  | 49-45 |

### Championnats européens

#### Saison 1997-1998 en France
| Compétition                 | Vainqueur               | Second               | Score   |
| --------------------------- | ----------------------- | -------------------- | ------- |
| Championnat de France masc. | Montpellier Handball    | SO Chambéry          | –       |
| Coupe de France masc.       | Toulouse Union Handball | Montpellier Handball | 27 – 20 |
| Championnat de France fém.  | ES Besançon             | ASPTT Metz           | –       |
| Coupe de France fém.        | ASPTT Metz              | ES Besançon          | ?       |

## Naissances
Parmi les personnalités du handball nées en 1998, on trouve notamment :
- 14 janvier : Roxanne Frank,
- 24 janvier : Emil Jakobsen,
- 17 février : Kristina Jørgensen,
- 25 février : Méline Nocandy,
- 26 avril : Emily Bölk,
- 20 mai : Kyllian Villeminot,
- 24 août : Elohim Prandi,
- 4 octobre : Jannela Blonbou,
- 5 octobre : Noémi Háfra,